# Raffaela Kraus
Raffaela Kraus (* 23. Juli 1996 in Dachau) ist eine deutsche Schauspielerin und Produzentin.

## Leben
Raffaela Kraus begann ihre schauspielerische und tänzerische Laufbahn im Alter von drei Jahren in Augsburg. Nach ihrem Abitur 2014 absolvierte sie die Bühnenreifeprüfung an der Stage School Hamburg und schloss 2017 mit Auszeichnung ab. Während ihrer Ausbildung spielte sie unter anderem am Deutschen Schauspielhaus unter der Regie von René Pollesch. Es folgten weitere Theaterengagements.
Als Teil des „Social Teams“ bei der Echoverleihung 2018 oder für das Onlinemagazin trèsCLICK hostete sie in Social Media Live-Events in ganz Europa (z. B. „Doutzen Stories by Hunkemöller“ in Amsterdam, besuchte das Davines Village in Italien oder berichtete live vom Nachwuchsförderpreis New Faces Award der Illustrierten Bunte in Berlin). Während dieser Zeit stand sie als Interviewerin mit Lena Gercke, Lena Meyer-Landrut, Kylie Minogue oder Boris Entrup vor der Kamera.
Als Schauspielerin war sie in der Hauptrolle der Louise Miller in Kabale und Liebe an der Seite von Jürgen Heinrich bei den Theatergastspielen Fürth zu sehen, stand in ZDF und ARD-Formaten wie SOKO München, Watzmann ermittelt oder Die Bergretter sowie im RTL+-Original Herzogpark vor der Kamera.
Noch vor ihrem Studium an der Hochschule für Fernsehen und Film München produzierte sie mit der Flappers Film & VFX GmbH den Kinospielfilm The Social Experiment, in dem sie auch eine der Hauptrollen übernahm. Es ist einer der ersten deutschen Filme, der mit Virtual-Production-Technik gedreht wurde. Kraus schrieb zusammen mit dem Regisseur Pascal Schröder das Drehbuch zum Film, der an Halloween 2022 in die deutschen Kinos kam.

## Nominierungen
- 2018: nominiert für den Augsburger Medienpreis[8]
- 2018: nominiert für den „Young Media Award“ jungvornweg

## Filmografie (Auswahl)
Film und Fernsehen
- 2020: SOKO München (Fernsehserie, Folge Auf der Walz)
- 2022: The Social Experiment
- 2022: Herzogpark
- 2022: Dahoam is Dahoam
- 2023: Die Bergretter (Fernsehserie, Doppelfolge Auf der Jagd)
- 2024: Notruf Hafenkante (Fernsehserie, Folge Familienbande)
- 2024: WTF is Jule?! (Dokuserie)
- 2025: Watzmann ermittelt (Fernsehserie, Folge Vermisst)

Musikvideos
- 2015: „Bauch und Kopf“; Mark Forster – Kim Frank
- 2017: „Danke Augsburg, Danke Heimat“ – Raffaela Kraus
- 2018: „a little bit of all“; John Garner, legeek agency – David Helmut
- 2018: „Goodbye to all I know“; für die Band WhoMadeWho, Mädchenfilm – Daniel K. B. Schmidt
- 2019: „World’s Madness“; Lienne, Monacoframe

## Theater (Auswahl)
- 2020: „Kabale und Liebe“ – Louise Miller – Regie: Danilo Fioriti – Theatergastspiele Fürth (Deutschland/Österreich Tournee)
- 2018: „Ich kann nicht mehr“ – Regie: René Pollesch – Deutsches Schauspielhaus Hamburg
- 2016–2017: „TausendundeineNacht“ – Regie: Markus Bothe – Deutsches Schauspielhaus Hamburg
- 2016: „Theaternacht Hamburg“ – Regie: Fabian Rogall – First Stage Theater Hamburg
- 2016: „Die große Weihnachtsshow“‘ – Regie: Elise Barendregt-Loermanns – First Stage Theater Hamburg